# Atsuto Uchida
Atsuto Uchida (内田 篤人?, Uchida Atsuto; Kannami, 27 marzo 1988) è un ex calciatore giapponese, di ruolo difensore.

## Biografia
Al di fuori del calcio, Uchida è considerato una figura enormemente popolare nel suo paese natale, il Giappone. Durante una partita contro il 1. FC Nürnberg il 26 febbraio 2011, 90 donne dal Giappone hanno visitato il Veltins-Arena per vedere giocare Uchida, e la sua popolarità lo ha portato ad essere paragonato a un Beckham giapponese. La popolarità di Uchida durante il suo periodo allo Schalke 04 ha portato il club a lanciare un sito web ufficiale e un account Twitter in giapponese. Il giornale tedesco Der Westen ha menzionato la sua popolarità e il fatto che potrebbe guadagnarsi un seguito di culto allo Schalke 04.
Astemio di sua scelta (difatti preferisce bere succo di banana), Uchida ha detto che la sua passione per il calcio è aumentata leggendo il suo manga preferito, ovvero Capitan Tsubasa. In passato era tifoso del Júbilo Iwata, squadra giapponese appartenente alla Prefettura di Shizuoka. A maggio 2015 Uchida si è sposato con Yūko Aoki e insieme hanno due figlie.

## Caratteristiche tecniche
Il suo ruolo naturale è quello di terzino destro.

## Carriera

### Club
Dopo aver studiato e giocato nelle giovanili del Shimizu Higashi High School, Uchida si è unito ai Kashima Antlers nel 2006. Il 5 marzo 2006 ha debuttato con i Kashima all'età di 17 anni, in una partita di inizio stagione contro il Sanfrecce Hiroshima e da qui in poi è diventato subito titolare nell'undici di partenza. Ha realizzato il suo primo goal il 21 marzo 2006 contro il Ventforet Kofu. Successivamente è stato selezionato per giocare alla partita del J. League All-Star Soccer 2006. Nel 2010 lascia il Giappone per partire in Germania, dove firma un contratto con lo Schalke 04. Nel 2011, da titolare con lo Schalke, diventa il primo giapponese della storia del calcio ad accedere alle semifinali di Champions League.

### Nazionale
Atsuto ha rappresentato il Giappone a buoni livelli per un minorenne. Ha fatto parte della squadra nipponica alle finali del AFC Youth Championship 2006. Ha inoltre partecipato alle finali del Campionato mondiale di calcio Under-20 2007, svoltosi in Canada.
Nel 2006 ha ricevuto una convocazione dall'allenatore del Giappone Ivica Osim, ma non ha giocato alcuna partita. Ha debuttato con la Nazionale il 26 gennaio 2008, in una partita amichevole contro il Cile allo Stadio Olimpico di Tokyo, il primo match dell'era Okada. Il 6 febbraio 2008 ha giocato per 90 minuti in una vittoria per 4-1 contro la Thailandia. Il 22 giugno 2008 ha segnato il goal della vittoria in una partita contro il Bahrain; questo è stato il suo primo gol in Nazionale e così Uchida è diventato il più giovane marcatore giapponese in un incontro di qualificazione per il Mondiale all'età di 20 anni e 87 giorni, battendo un record di 11 anni detenuto da Hidetoshi Nakata.
Ha anche partecipato ai Giochi olimpici di Pechino 2008.

## Statistiche

### Presenze e reti nei club
Statistiche aggiornate al 21 agosto 2017.
| Stagione               | Squadra                | Campionato             | Campionato | Campionato | Coppe nazionali | Coppe nazionali | Coppe nazionali | Coppe continentali | Coppe continentali | Coppe continentali | Altre coppe | Altre coppe | Altre coppe | Totale | Totale |
| Stagione               | Squadra                | Comp                   | Pres       | Reti       | Comp            | Pres            | Reti            | Comp               | Pres               | Reti               | Comp        | Pres        | Reti        | Pres   | Reti   |
| ---------------------- | ---------------------- | ---------------------- | ---------- | ---------- | --------------- | --------------- | --------------- | ------------------ | ------------------ | ------------------ | ----------- | ----------- | ----------- | ------ | ------ |
| 2006                   | Kashima Antlers        | J1                     | 28         | 2          | JLC             | 10              | 0               | -                  | -                  | -                  | -           | -           | -           | 38     | 2      |
| 2007                   | Kashima Antlers        | J1                     | 31         | 0          | JLC             | 8               | 0               | -                  | -                  | -                  | -           | -           | -           | 39     | 0      |
| 2008                   | Kashima Antlers        | J1                     | 25         | 1          | JLC             | 1               | 0               | ACL                | 6                  | 0                  | SG          | 1           | 0           | 33     | 1      |
| 2009                   | Kashima Antlers        | J1                     | 31         | 0          | JLC             | 2               | 0               | ACL                | 7                  | 1                  | SG          | 1           | 0           | 41     | 1      |
| 2010                   | Kashima Antlers        | J1                     | 9          | 0          | JLC             | -               | -               | ACL                | 7                  | 1                  | SG          | 1           | 0           | 17     | 1      |
| 2010-2011              | Schalke 04             | BL                     | 26         | 0          | CG              | 5               | 0               | UCL                | 11                 | 0                  | SG          | 1           | 0           | 43     | 0      |
| 2011-2012              | Schalke 04             | BL                     | 18         | 0          | CG              | 0               | 0               | UEL                | 8                  | 0                  | SG          | 0           | 0           | 26     | 0      |
| 2012-2013              | Schalke 04             | BL                     | 24         | 1          | CG              | 1               | 0               | UCL                | 5                  | 0                  | -           | -           | -           | 30     | 1      |
| 2013-2014              | Schalke 04             | BL                     | 17         | 0          | CG              | 2               | 0               | UCL                | 8                  | 1                  | -           | -           | -           | 27     | 1      |
| 2014-2015              | Schalke 04             | BL                     | 19         | 0          | CG              | -               | -               | UCL                | 7                  | 0                  | -           | -           | -           | 26     | 0      |
| 2015-2016              | Schalke 04             | BL                     | -          | -          | CG              | -               | -               | UEL                | -                  | -                  | -           | -           | -           | 0      | 0      |
| 2016-2017              | Schalke 04             | BL                     | 0          | 0          | CG              | -               | -               | UEL                | 1                  | 0                  | -           | -           | -           | 1      | 0      |
| Totale Schalke 04      | Totale Schalke 04      | Totale Schalke 04      | 104        | 1          |                 | 8               | 0               |                    | 40                 | 1                  |             | 2           | 0           | 154    | 2      |
| 2017-gen.2018          | Union Berlino          | 2BL                    | 2          | 0          | CG              | -               | -               | -                  | -                  | -                  | -           | -           | -           | 2      | 0      |
| 2018                   | Kashima Antlers        | J1                     | 12         | 0          | CI+JLC          | 2+2             | 0+0             | ACL                | 4                  | 1                  | CmC         | 3           | 0           | 23     | 1      |
| 2019                   | Kashima Antlers        | J1                     | 10         | 0          | CI+JLC          | 0+1             | 0+0             | ACL                | 0                  | 0                  | -           | -           | -           | 11     | 0      |
| 2020                   | Kashima Antlers        | J1                     | 2          | 0          | CI+JLC          | 0+1             | 0+0             | ACL                | 0                  | 0                  | -           | -           | -           | 3      | 0      |
| Totale Kashima Antlers | Totale Kashima Antlers | Totale Kashima Antlers | 148        | 3          |                 | 27              | 0               |                    | 24                 | 3                  |             | 6           | 0           | 205    | 6      |
| Totale carriera        | Totale carriera        | Totale carriera        | 254        | 4          |                 | 35              | 0               |                    | 64                 | 4                  |             | 8           | 0           | 361    | 8      |

### Cronologia presenze e reti in nazionale
| Cronologia completa delle presenze e delle reti in nazionale ― Giappone | Cronologia completa delle presenze e delle reti in nazionale ― Giappone | Cronologia completa delle presenze e delle reti in nazionale ― Giappone | Cronologia completa delle presenze e delle reti in nazionale ― Giappone | Cronologia completa delle presenze e delle reti in nazionale ― Giappone | Cronologia completa delle presenze e delle reti in nazionale ― Giappone | Cronologia completa delle presenze e delle reti in nazionale ― Giappone | Cronologia completa delle presenze e delle reti in nazionale ― Giappone |
| Data                                                                    | Città                                                                   | In casa                                                                 | Risultato                                                               | Ospiti                                                                  | Competizione                                                            | Reti                                                                    | Note                                                                    |
| ----------------------------------------------------------------------- | ----------------------------------------------------------------------- | ----------------------------------------------------------------------- | ----------------------------------------------------------------------- | ----------------------------------------------------------------------- | ----------------------------------------------------------------------- | ----------------------------------------------------------------------- | ----------------------------------------------------------------------- |
| 26-1-2008                                                               | Tokyo                                                                   | Giappone                                                                | 0 – 0                                                                   | Cile                                                                    | Amichevole                                                              | -                                                                       | 71’                                                                     |
| 30-1-2008                                                               | Shizuoka                                                                | Giappone                                                                | 3 – 0                                                                   | Bosnia ed Erzegovina                                                    | Amichevole                                                              | -                                                                       |                                                                         |
| 6-2-2008                                                                | Saitama                                                                 | Giappone                                                                | 4 – 1                                                                   | Thailandia                                                              | Qual. Mondiali 2010                                                     | -                                                                       |                                                                         |
| 17-2-2008                                                               | Chongqing                                                               | Giappone                                                                | 1 – 1                                                                   | Corea del Nord                                                          | Coppa dell'Asia orientale 2008                                          | -                                                                       | 77’                                                                     |
| 20-2-2008                                                               | Chongqing                                                               | Cina                                                                    | 0 – 1                                                                   | Giappone                                                                | Coppa dell'Asia orientale 2008                                          | -                                                                       | 79’                                                                     |
| 23-2-2008                                                               | Chongqing                                                               | Giappone                                                                | 1 – 1                                                                   | Corea del Sud                                                           | Coppa dell'Asia orientale 2008                                          | -                                                                       |                                                                         |
| 7-6-2008                                                                | Mascate                                                                 | Oman                                                                    | 1 – 1                                                                   | Giappone                                                                | Qual. Mondiali 2010                                                     | -                                                                       | 90+2’                                                                   |
| 14-6-2008                                                               | Bangkok                                                                 | Thailandia                                                              | 0 – 3                                                                   | Giappone                                                                | Qual. Mondiali 2010                                                     | -                                                                       |                                                                         |
| 22-6-2008                                                               | Saitama                                                                 | Giappone                                                                | 1 – 0                                                                   | Bahrein                                                                 | Qual. Mondiali 2010                                                     | 1                                                                       |                                                                         |
| 6-9-2008                                                                | Manama                                                                  | Bahrein                                                                 | 2 – 3                                                                   | Giappone                                                                | Qual. Mondiali 2010                                                     | -                                                                       |                                                                         |
| 9-10-2008                                                               | Tokyo                                                                   | Giappone                                                                | 1 – 1                                                                   | Emirati Arabi Uniti                                                     | Amichevole                                                              | -                                                                       |                                                                         |
| 15-10-2008                                                              | Saitama                                                                 | Giappone                                                                | 1 – 1                                                                   | Uzbekistan                                                              | Qual. Mondiali 2010                                                     | -                                                                       |                                                                         |
| 13-11-2008                                                              | Tokyo                                                                   | Giappone                                                                | 3 – 1                                                                   | Siria                                                                   | Amichevole                                                              | -                                                                       | 59’ 78’                                                                 |
| 19-11-2008                                                              | Qatar                                                                   | Qatar                                                                   | 0 – 3                                                                   | Giappone                                                                | Qual. Mondiali 2010                                                     | -                                                                       |                                                                         |
| 20-1-2009                                                               | Kumamoto                                                                | Giappone                                                                | 2 – 1                                                                   | Yemen                                                                   | Qual. Coppa d'Asia 2011                                                 | -                                                                       |                                                                         |
| 28-1-2009                                                               | Riffa                                                                   | Bahrein                                                                 | 1 – 0                                                                   | Giappone                                                                | Qual. Coppa d'Asia 2011                                                 | -                                                                       |                                                                         |
| 4-2-2009                                                                | Osaka                                                                   | Giappone                                                                | 5 – 1                                                                   | Finlandia                                                               | Amichevole                                                              | -                                                                       | 72’                                                                     |
| 11-2-2009                                                               | Yokohama                                                                | Giappone                                                                | 0 – 0                                                                   | Australia                                                               | Qual. Mondiali 2010                                                     | -                                                                       |                                                                         |
| 28-3-2009                                                               | Saitama                                                                 | Giappone                                                                | 1 – 0                                                                   | Bahrein                                                                 | Qual. Mondiali 2010                                                     | -                                                                       |                                                                         |
| 31-5-2009                                                               | Tokyo                                                                   | Giappone                                                                | 4 – 0                                                                   | Belgio                                                                  | Amichevole                                                              | -                                                                       |                                                                         |
| 10-6-2009                                                               | Yokohama                                                                | Giappone                                                                | 1 – 1                                                                   | Qatar                                                                   | Qual. Mondiali 2010                                                     | -                                                                       |                                                                         |
| 17-6-2009                                                               | Melbourne                                                               | Australia                                                               | 2 – 1                                                                   | Giappone                                                                | Qual. Mondiali 2010                                                     | -                                                                       |                                                                         |
| 5-9-2009                                                                | Enschede                                                                | Paesi Bassi                                                             | 3 – 0                                                                   | Giappone                                                                | Amichevole                                                              | -                                                                       |                                                                         |
| 10-10-2009                                                              | Yokohama                                                                | Giappone                                                                | 2 – 0                                                                   | Scozia                                                                  | Amichevole                                                              | -                                                                       | 67’                                                                     |
| 14-10-2009                                                              | Rifu                                                                    | Giappone                                                                | 5 – 0                                                                   | Togo                                                                    | Amichevole                                                              | -                                                                       | 46’                                                                     |
| 14-11-2009                                                              | Port Elizabeth                                                          | Sudafrica                                                               | 0 – 0                                                                   | Giappone                                                                | Amichevole                                                              | -                                                                       | 71’                                                                     |
| 18-11-2009                                                              | Hong Kong                                                               | Hong Kong                                                               | 0 – 4                                                                   | Giappone                                                                | Qual. Coppa d'Asia 2011                                                 | -                                                                       |                                                                         |
| 6-2-2010                                                                | Tokyo                                                                   | Giappone                                                                | 0 – 0                                                                   | Cina                                                                    | Coppa dell'Asia orientale 2010                                          | -                                                                       |                                                                         |
| 11-2-2010                                                               | Tokyo                                                                   | Giappone                                                                | 3 – 0                                                                   | Hong Kong                                                               | Coppa dell'Asia orientale 2010                                          | -                                                                       |                                                                         |
| 14-2-2010                                                               | Tokyo                                                                   | Giappone                                                                | 1 – 3                                                                   | Corea del Sud                                                           | Coppa dell'Asia orientale 2010                                          | -                                                                       |                                                                         |
| 3-3-2010                                                                | Toyota                                                                  | Giappone                                                                | 2 – 0                                                                   | Bahrein                                                                 | Qual. Coppa d'Asia 2011                                                 | -                                                                       | 55’                                                                     |
| 4-9-2010                                                                | Yokohama                                                                | Giappone                                                                | 1 – 0                                                                   | Paraguay                                                                | Amichevole                                                              | -                                                                       | 56’ 89’                                                                 |
| 8-10-2010                                                               | Saitama                                                                 | Giappone                                                                | 1 – 0                                                                   | Argentina                                                               | Amichevole                                                              | -                                                                       |                                                                         |
| 12-10-2010                                                              | Seul                                                                    | Corea del Sud                                                           | 0 – 0                                                                   | Giappone                                                                | Amichevole                                                              | -                                                                       | 15’                                                                     |
| 9-1-2011                                                                | Doha                                                                    | Giappone                                                                | 1 – 1                                                                   | Giordania                                                               | Coppa d'Asia 2011 - 1º turno                                            | -                                                                       |                                                                         |
| 13-1-2011                                                               | Doha                                                                    | Siria                                                                   | 1 – 2                                                                   | Giappone                                                                | Coppa d'Asia 2011 - 1º turno                                            | -                                                                       | 53’                                                                     |
| 17-1-2011                                                               | Al Rayyan                                                               | Giappone                                                                | 5 – 0                                                                   | Arabia Saudita                                                          | Coppa d'Asia 2011 - 1º turno                                            | -                                                                       | 7’ 46’                                                                  |
| 25-1-2011                                                               | Doha                                                                    | Giappone                                                                | 2 – 2 dts (3 – 0 dtr)                                                   | Corea del Sud                                                           | Coppa d'Asia 2011 - Semifinale                                          | -                                                                       | 53’                                                                     |
| 29-1-2011                                                               | Doha                                                                    | Australia                                                               | 0 – 1 dts                                                               | Giappone                                                                | Coppa d'Asia 2011 - Finale                                              | -                                                                       | 120’                                                                    |
| 7-6-2011                                                                | Yokohama                                                                | Giappone                                                                | 0 – 0                                                                   | Rep. Ceca                                                               | Amichevole                                                              | -                                                                       |                                                                         |
| 10-8-2011                                                               | Sapporo                                                                 | Giappone                                                                | 3 – 0                                                                   | Corea del Sud                                                           | Amichevole                                                              | -                                                                       |                                                                         |
| 2-9-2011                                                                | Saitama                                                                 | Giappone                                                                | 1 – 0                                                                   | Corea del Nord                                                          | Qual. Mondiali 2014                                                     | -                                                                       |                                                                         |
| 6-9-2011                                                                | Tashkent                                                                | Uzbekistan                                                              | 1 – 1                                                                   | Giappone                                                                | Qual. Mondiali 2014                                                     | -                                                                       |                                                                         |
| 11-11-2011                                                              | Dushanbe                                                                | Tagikistan                                                              | 0 – 4                                                                   | Giappone                                                                | Qual. Mondiali 2014                                                     | -                                                                       | 89’                                                                     |
| 15-11-2011                                                              | Pyongyang                                                               | Corea del Nord                                                          | 1 – 0                                                                   | Giappone                                                                | Qual. Mondiali 2014                                                     | -                                                                       | 62’                                                                     |
| 29-2-2012                                                               | Toyota                                                                  | Giappone                                                                | 0 – 1                                                                   | Uzbekistan                                                              | Qual. Mondiali 2014                                                     | -                                                                       |                                                                         |
| 23-5-2012                                                               | Fukuroi                                                                 | Giappone                                                                | 2 – 0                                                                   | Azerbaigian                                                             | Qual. Mondiali 2014                                                     | -                                                                       | 46’                                                                     |
| 3-6-2012                                                                | Saitama                                                                 | Giappone                                                                | 3 – 0                                                                   | Oman                                                                    | Qual. Mondiali 2014                                                     | -                                                                       | 30’ 57’                                                                 |
| 8-6-2012                                                                | Saitama                                                                 | Giappone                                                                | 6 – 0                                                                   | Giordania                                                               | Qual. Mondiali 2014                                                     | -                                                                       |                                                                         |
| 12-6-2012                                                               | Brisbane                                                                | Australia                                                               | 1 – 1                                                                   | Giappone                                                                | Qual. Mondiali 2014                                                     | -                                                                       | 69’ 73’                                                                 |
| 12-10-2012                                                              | Saint-Denis                                                             | Francia                                                                 | 0 – 1                                                                   | Giappone                                                                | Amichevole                                                              | -                                                                       | 86’                                                                     |
| 16-10-2012                                                              | Breslavia                                                               | Giappone                                                                | 0 – 4                                                                   | Brasile                                                                 | Amichevole                                                              | -                                                                       | 46’                                                                     |
| 6-2-2013                                                                | Kōbe                                                                    | Giappone                                                                | 3 – 0                                                                   | Lettonia                                                                | Amichevole                                                              | -                                                                       | 62’                                                                     |
| 22-3-2013                                                               | Doha                                                                    | Giappone                                                                | 2 – 1                                                                   | Canada                                                                  | Amichevole                                                              | -                                                                       | 46’                                                                     |
| 26-3-2013                                                               | Amman                                                                   | Giordania                                                               | 2 – 1                                                                   | Giappone                                                                | Qual. Mondiali 2014                                                     | -                                                                       |                                                                         |
| 30-5-2013                                                               | Toyota                                                                  | Giappone                                                                | 0 – 2                                                                   | Bulgaria                                                                | Amichevole                                                              | -                                                                       | 46’                                                                     |
| 4-6-2013                                                                | Saitama                                                                 | Giappone                                                                | 1 – 1                                                                   | Australia                                                               | Qual. Mondiali 2014                                                     | -                                                                       | 85’                                                                     |
| 15-6-2013                                                               | Brasilia                                                                | Brasile                                                                 | 3 – 0                                                                   | Giappone                                                                | Conf. Cup 2013 - 1º turno                                               | -                                                                       |                                                                         |
| 19-6-2013                                                               | Recife                                                                  | Italia                                                                  | 4 – 3                                                                   | Giappone                                                                | Conf. Cup 2013 - 1º turno                                               | -                                                                       | 50’ (aut.) 73’                                                          |
| 22-6-2013                                                               | Belo Horizonte                                                          | Giappone                                                                | 1 – 2                                                                   | Messico                                                                 | Conf. Cup 2013 - 1º turno                                               | -                                                                       | 58’                                                                     |
| 14-8-2013                                                               | Rifu                                                                    | Giappone                                                                | 2 – 4                                                                   | Uruguay                                                                 | Amichevole                                                              | -                                                                       | 83’                                                                     |
| 10-9-2013                                                               | Utrecht                                                                 | Giappone                                                                | 3 – 1                                                                   | Ghana                                                                   | Amichevole                                                              | -                                                                       | 41’ 55’                                                                 |
| 11-10-2013                                                              | Yokohama                                                                | Giappone                                                                | 2 – 0                                                                   | Scozia                                                                  | Amichevole                                                              | -                                                                       |                                                                         |
| 15-10-2013                                                              | Minsk                                                                   | Bielorussia                                                             | 1 – 0                                                                   | Giappone                                                                | Amichevole                                                              | -                                                                       | 85’                                                                     |
| 16-11-2013                                                              | Genk                                                                    | Paesi Bassi                                                             | 2 – 2                                                                   | Giappone                                                                | Amichevole                                                              | -                                                                       | 79’                                                                     |
| 27-5-2014                                                               | Saitama                                                                 | Giappone                                                                | 1 – 0                                                                   | Cipro                                                                   | Amichevole                                                              | 1                                                                       | 46’                                                                     |
| 2-6-2014                                                                | Tampa                                                                   | Costa Rica                                                              | 1 – 3                                                                   | Giappone                                                                | Amichevole                                                              | -                                                                       | 71’                                                                     |
| 6-6-2014                                                                | Tampa                                                                   | Giappone                                                                | 4 – 3                                                                   | Zambia                                                                  | Amichevole                                                              | -                                                                       | 67’                                                                     |
| 14-6-2014                                                               | Recife                                                                  | Costa d'Avorio                                                          | 2 – 1                                                                   | Giappone                                                                | Mondiali 2014 - 1º turno                                                | -                                                                       |                                                                         |
| 19-6-2014                                                               | Natal                                                                   | Giappone                                                                | 0 – 0                                                                   | Grecia                                                                  | Mondiali 2014 - 1º turno                                                | -                                                                       |                                                                         |
| 24-6-2014                                                               | Cuiabá                                                                  | Giappone                                                                | 1 – 4                                                                   | Colombia                                                                | Mondiali 2014 - 1º turno                                                | -                                                                       |                                                                         |
| 14-11-2014                                                              | Toyota                                                                  | Giappone                                                                | 6 – 0                                                                   | Honduras                                                                | Amichevole                                                              | -                                                                       |                                                                         |
| 27-3-2015                                                               | Oita                                                                    | Giappone                                                                | 2 – 0                                                                   | Tunisia                                                                 | Amichevole                                                              | -                                                                       | 84’                                                                     |
| 31-3-2015                                                               | Tokyo                                                                   | Giappone                                                                | 5 – 1                                                                   | Uzbekistan                                                              | Amichevole                                                              | -                                                                       | 46’                                                                     |
| Totale                                                                  |                                                                         | Presenze (22º posto)                                                    | 74                                                                      |                                                                         | Reti                                                                    | 2                                                                       |                                                                         |

| Cronologia completa delle presenze e delle reti in nazionale ― Giappone Olimpica | Cronologia completa delle presenze e delle reti in nazionale ― Giappone Olimpica | Cronologia completa delle presenze e delle reti in nazionale ― Giappone Olimpica | Cronologia completa delle presenze e delle reti in nazionale ― Giappone Olimpica | Cronologia completa delle presenze e delle reti in nazionale ― Giappone Olimpica | Cronologia completa delle presenze e delle reti in nazionale ― Giappone Olimpica | Cronologia completa delle presenze e delle reti in nazionale ― Giappone Olimpica | Cronologia completa delle presenze e delle reti in nazionale ― Giappone Olimpica |
| Data                                                                             | Città                                                                            | In casa                                                                          | Risultato                                                                        | Ospiti                                                                           | Competizione                                                                     | Reti                                                                             | Note                                                                             |
| -------------------------------------------------------------------------------- | -------------------------------------------------------------------------------- | -------------------------------------------------------------------------------- | -------------------------------------------------------------------------------- | -------------------------------------------------------------------------------- | -------------------------------------------------------------------------------- | -------------------------------------------------------------------------------- | -------------------------------------------------------------------------------- |
| 7-8-2008                                                                         | Tientsin                                                                         | Giappone                                                                         | 0 – 1                                                                            | Stati Uniti                                                                      | Olimpiadi 2008 - 1º turno                                                        | -                                                                                |                                                                                  |
| 10-8-2008                                                                        | Tientsin                                                                         | Nigeria                                                                          | 2 – 1                                                                            | Giappone                                                                         | Olimpiadi 2008 - 1º turno                                                        | -                                                                                |                                                                                  |
| Totale                                                                           |                                                                                  | Presenze                                                                         | 2                                                                                |                                                                                  | Reti                                                                             | 0                                                                                |                                                                                  |

## Palmarès

### Club

#### Competizioni nazionali
- Campionato giapponese: 3

Kashima Antlers: 2007, 2008, 2009
- Coppa di Germania: 1

Schalke 04: 2010-2011
- Supercoppa di Germania: 1

Schalke 04: 2011

#### Competizioni internazionali
- AFC Champions League: 1

Kashima Antlers: 2018

### Nazionale
- Coppa d'Asia: 1

2011

## Doppiaggio

### Film d'animazione
- Nel lungometraggio "Il film Pokémon - Diancie e il bozzolo della distruzione", Uchida è stato chiamato in causa per doppiare il personaggio "Uschi".[13]